# ロールス・ロイス ダート

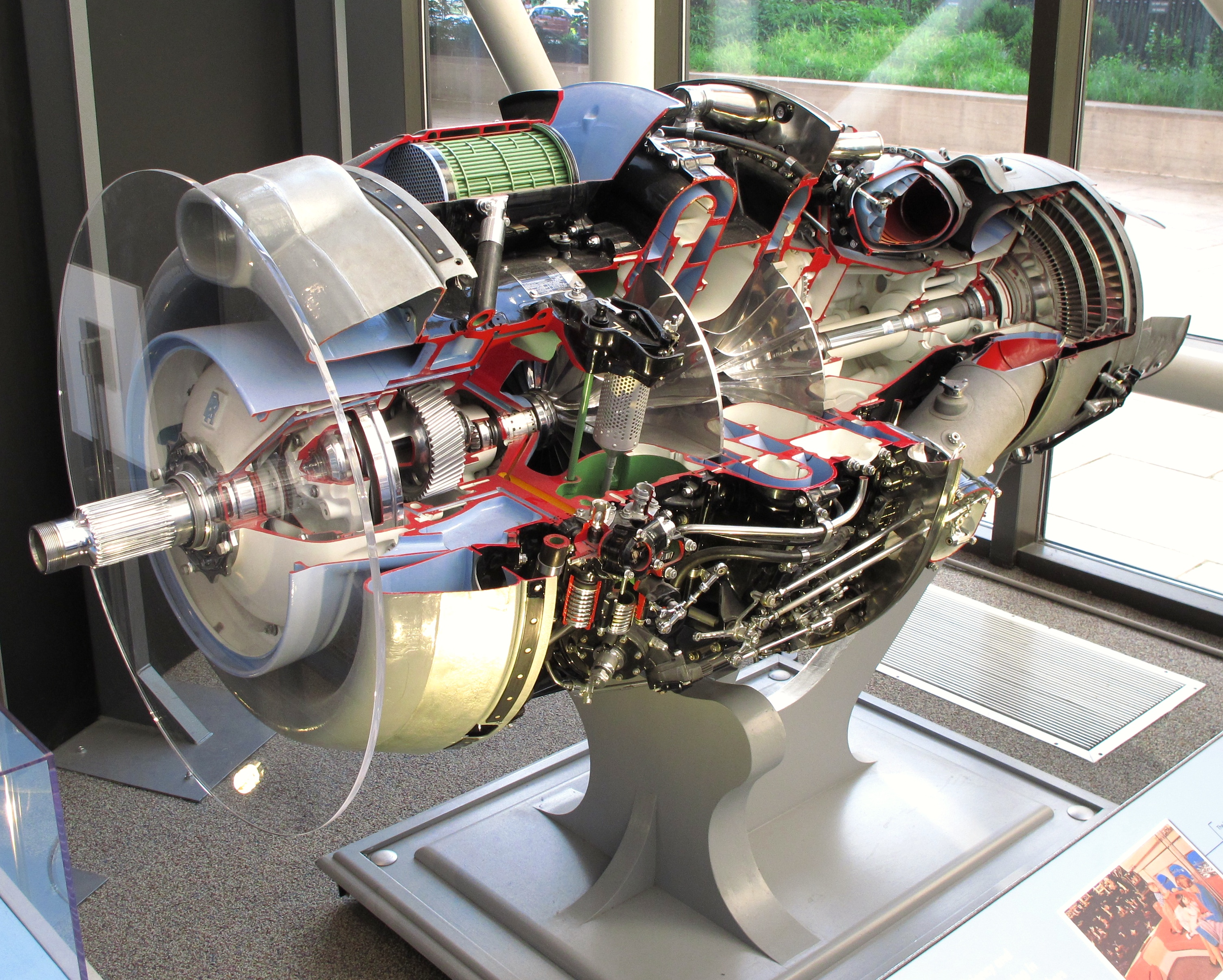
ロールスロイス ダートMk.Vのカットモデル

ダート（Dart ）は、ロールス・ロイスが1947年に進空させた、実用機種としては事実上世界初となるターボプロップエンジンである。
名称の由来はロールス・ロイス社の伝統に則り、イギリス南西部を流れるダート川から。

## 概要
直列2段遠心式圧縮機と、10本のカン式燃焼筒、3段タービン（パワーリカバリ兼）、アーサー・ラッブラ設計の同軸遊星減速ギアボックスを持つ単軸式。習作トレントの試作経験を基に、最初から純粋なターボプロップとして開発され、無類の信頼性と高い経済性を発揮した。
1948年に世界初のターボプロップ旅客機であるビッカース バイカウントを進空させて以降、第二次世界大戦期には各国軍の主力戦闘機のパワープラントであった1,000から2,000馬力クラスの航空機用中出力レシプロエンジンの代替標準として世界中で広く用いられ、フォッカー F27 や BAe 748 が生産終了する1987年まで、40年間にわたって（インドに於けるライセンス生産は更に十数年）製造され続けるロングセラーになった。また同社の高品質と補修部品供給体制によって、搭載機はいずれも長寿命を誇り、今なお多くが現用中である。
高回転型遠心コンプレッサ特有の鋭い高音、ジェットブラストの低音、ギアの唸り、4翅プロペラの風切り音とが混ざった独特のサウンドを発し、耳だけでダート搭載機の飛来を判別できるほどのこのサウンドは「ダート・サウンド」と呼ばれ今でも根強い人気を誇っている。
高外気温時の離昇出力低下を補うため、水・メタノール噴射装置が途中からオプション設定されている。
出力は最初の量産型では1,000 shpだったが絶えず出力増加が行なわれ、YS-11に搭載された型では3,060 shpを発揮した。初期のターボプロップにしては余剰推力も低目であり、2,440 shpの型で余剰推力304 kgであった。軽量（600kg強）なため出力重量比にも優れていた。

## 主な搭載機
- ヴィッカース ヴァイカウント

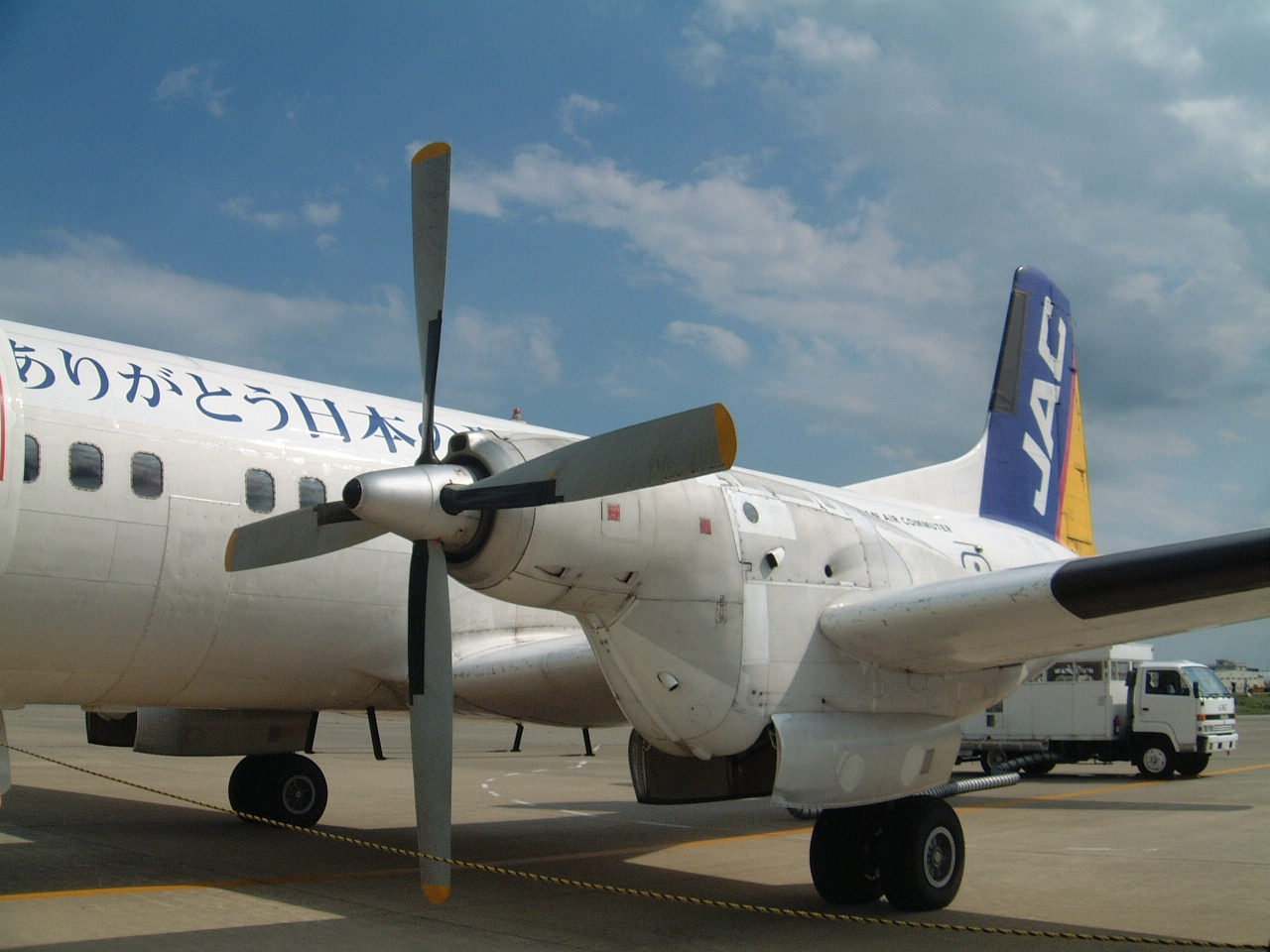
YS-11のエンジンとして搭載されたダート

- アームストロング・ホイットワース AW.660 アーゴシー
- アブロ 748
- ホーカー・シドレー HS.780 アンドーヴァー
- ハンドレページ H.P.R.7 ダートヘラルド
- フォッカー F.27 フレンドシップ
- ブレゲー アリゼ
- 日本航空機製造 YS-11
- グラマン ガルフストリーム I（英語版）

以上の他、ダグラス DC-3/C-47、コンベア CV600〜640 等のレシプロエンジン機で、ダートに換装（レトロフィット）された物も少なくない。